# Valenciennea randalli
Valenciennea randalli és una espècie de peix de la família dels gòbids i de l'ordre dels perciformes.

## Morfologia
- Els mascles poden assolir 16 cm de longitud total.[4][5]

## Hàbitat
És un peix marí, de clima tropical i associat als esculls de corall que viu entre 8-30 m de fondària.

## Distribució geogràfica
Es troba a Austràlia, Indonèsia, Malàisia, Nova Caledònia, Palau, Papua Nova Guinea, les Filipines, les Illes Ryukyu, Singapur i Salomó.

## Observacions
És inofensiu per als humans.